# فریپورت (تگزاس)
فریپورت، تگزاس(به انگلیسی: Freeport, Texas) شهری در ایالت تگزاس از ایالات جنوبی ایالات متحده آمریکا است. در سرشماری سال ۲۰۰۰، جمعیت این شهر ۱۲۷۰۸ نفر اعلام شد.